# Narodowo-Demokratyczny Front Wyzwolenia Omanu i Zatoki Arabskiej
Narodowo-Demokratyczny Front Wyzwolenia Omanu i Zatoki Arabskiej (arab. الجبهة الوطنية الديمقراطية لتحرير عمان والخليج العربي) – organizacja partyzancka z Omanu.

## Historia
Założony w 1968 roku. Działał na północy Omanu i był częściowo zainspirowany Ludowym Frontem Wyzwolenia Okupowanej Zatoki Perskiej. Do lipca 1970 roku większość struktur grupy została rozbita. 
Tworzył taktyczny sojusz z Ludowym Frontem Wyzwolenia Okupowanej Zatoki Perskiej, który wchłonął go w grudniu 1971 roku.

## Wsparcie zagraniczne
Wspierany był przez Jemen Południowy, Irak, Organizację Wyzwolenia Palestyny i Chińską Republikę Ludową.

## Ideologia
Był grupą arabskich nacjonalistów. Jego celem było obalenie dynastii Al Busa’id.